# 시그트뤼그 실키스케그

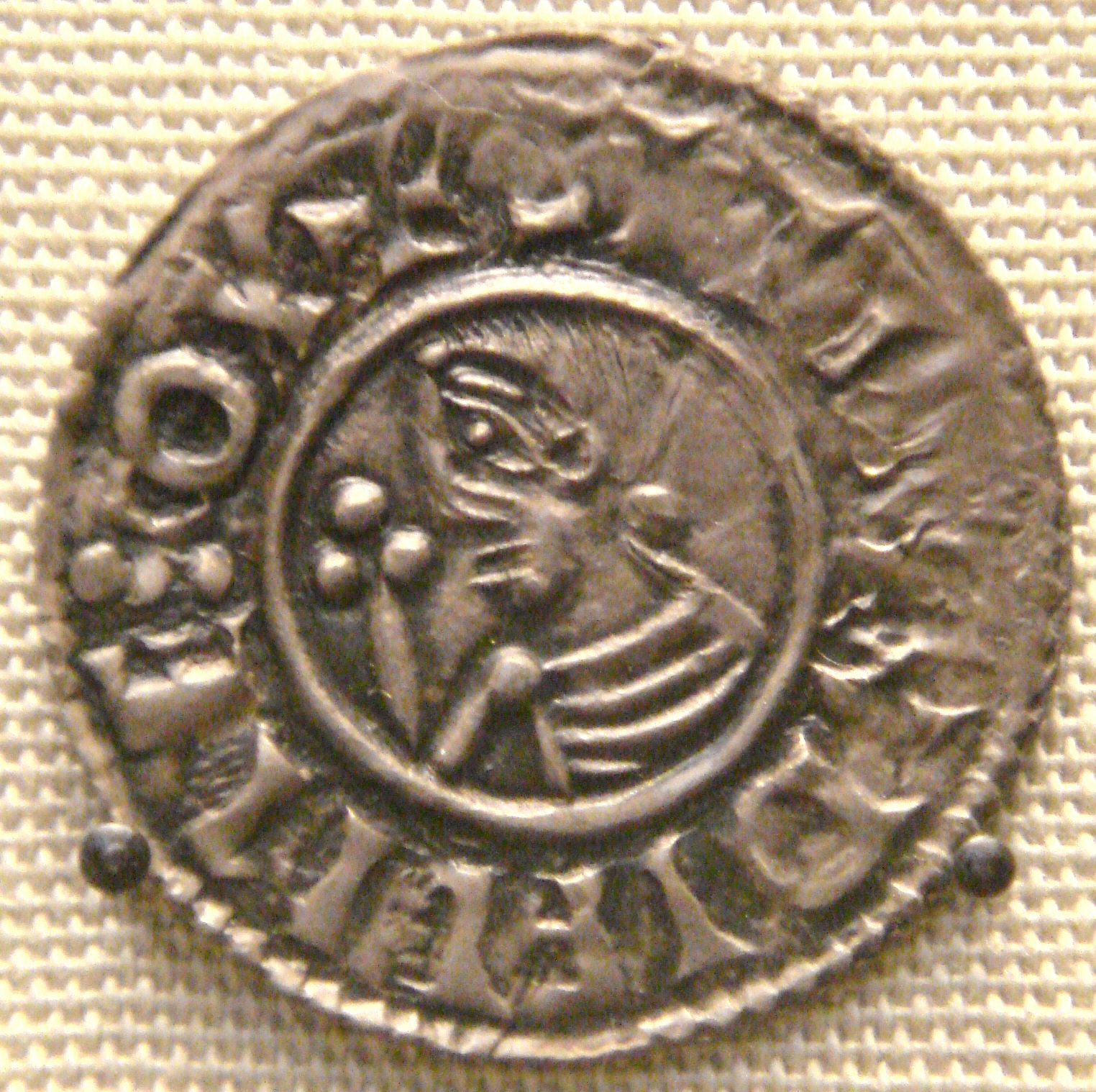

시그트뤼그 실키스케그(고대 노르드어: Sigtryggr Silkiskegg→비단수염 시그트뤼그, 970년경 - 1042년)는 더블린 왕국의 노르드게일인 군주다. "실키스케그"는 "비단수염(Silkbeard)"이라는 뜻이다. 이바르 가 사람이다. 999년-1000년 라긴에서 일어나 실패로 돌아간 반란에 관여했다가 붙잡혀서 먼스터의 왕 브리안 보루마에게 항복, 칭신했다. 시그트뤼그는 브리안의 딸 슬라너 잉겐 브리안과 결혼하고 동시에 과부가 된 어머니 고름플라흐 잉겐 무르카다를 브리안 보루마와 재혼시켜 이중 결혼동맹을 맺었다. 그러나 1012년-1014년 다시 라긴에서 일어난 반란에 참여하여 장인이자 새아버지인 브리안을 클론타르프 전투에서 죽였다. 시그트뤼그는 클론타르프 전투의 노르드인 측 지도자로서 12세기의 게일인과 이방인들의 전쟁, 13세기의 냘의 사가에 중요인물로 등장한다.
시그트뤼그는 46년이라는 비교적 긴 시간 동안 재위하다가 1036년 퇴위했다. 그의 재위 기간 중에 더블린의 군대는 아일랜드의 전통적 5대 지방 중 4개 지방에서 활동했으며, 특히 미데(오늘날의 미스 주), 라긴(오늘날의 위클로 주), 울라(오늘날의 얼스터) 일대에서 장기간의 원정을 벌였다. 또 확실하지는 않지만 웨일스 해안에서도 활동했을 가능성이 있다. 시그트뤼그는 아일랜드 토착 게일인들 뿐 아니라 코크, 워터퍼드의 노르드인 군주들과도 경쟁했다.
시그트뤼그는 1028년 로마에 순례를 다녀왔으며 더블린의 크라이스트처치 대성당을 지었다고 한다. 더블린의 국부는 그의 치세 동안 여러 차례 부침을 겪었으나 전체적인 무역은 융성했다. 1042년 죽었다.

## 같이 보기
- 아일랜드 성공회